# Rosarium
Ett rosarium är en ordnad samling av ett stort antal olika sorters rosor, framför allt av förädlade hybrider men även ursprungliga vildrosarter.
Ett rosarium kan vara ordnat efter estetiska eller historiska principer. Ett exempel på den senare typen är rosariet i Göteborgs Trädgårdsförening.